# Neruda (película)
Neruda es una película coproducción de Argentina, Chile, España y Francia dirigida por Pablo Larraín y escrita por Guillermo Calderón que fue estrenada en Chile el 11 de agosto de 2016. Fue protagonizada por Luis Gnecco, Gael García Bernal y Mercedes Morán. 
Está basada en la persecución política que el poeta y entonces senador comunista Pablo Neruda experimentó durante el gobierno de Gabriel González Videla. La película se estrenó en la "quincena de realizadores" del Festival de Cannes de 2016.
En septiembre de 2016 fue presentada por Chile como candidata a la categoría mejor película de habla no inglesa en los premios Óscar, pero no fue seleccionada entre las nominadas.

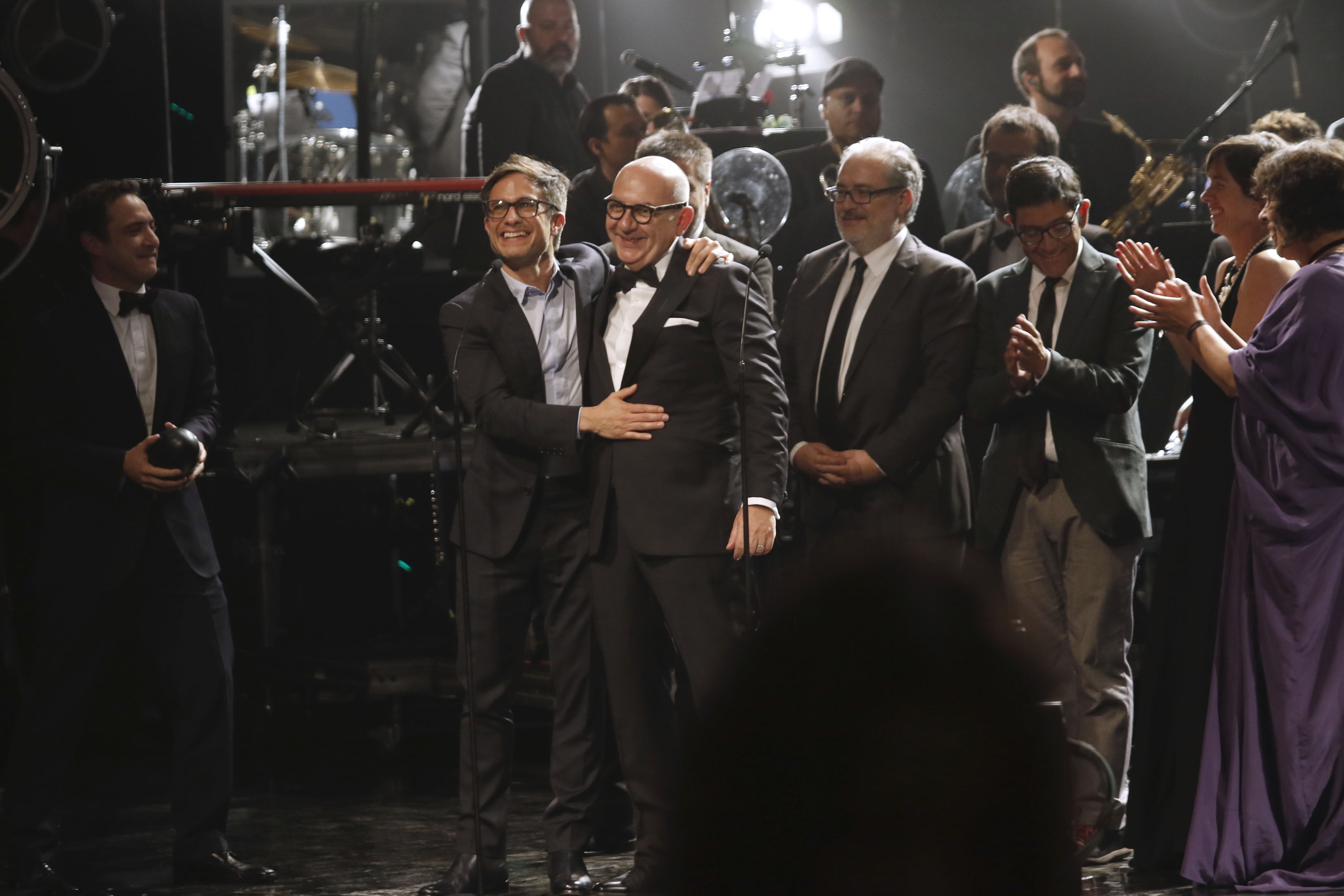
Elenco de Neruda recibiendo el Premio Fénix 2016 a la Mejor Película, México, 7 de diciembre de 2016.

## Reparto
- Luis Gnecco como Pablo Neruda.
- Gael García Bernal como Óscar Peluchonneau.
- Mercedes Morán como Delia del Carril.
- Alfredo Castro como Gabriel González Videla.
- Pablo Derqui como Víctor Pey.
- Diego Muñoz como Martínez.
- Michael Silva como Álvaro Jara.
- Jaime Vadell como Arturo Alessandri Palma.
- Emilio Gutiérrez Caba como Pablo Picasso.
- Marcelo Alonso como Pepe Rodríguez.
- Francisco Reyes como Bianchi.
- Ximena Rivas como Nana Gutiérrez.
- Alejandro Goic como Jorge Bellet.
- Francisca Imboden como Lola Falcón.
- Amparo Noguera como Silvia.
- Roberto Farías como La gorda.
- Héctor Noguera como Senador de la República.
- José Soza como Senador de la República.
- Julio Jung como Senador de la República.
- Néstor Cantillana como ministro.
- Cristián Campos como director general.
- Heidrun Breier como Maria Hagenaar.
- Víctor Montero
- Marcial Tagle
- Claudio Arredondo como comunista.
- Claudia Cabezas como comunista.
- Trinidad González como dueña de prostíbulo.
- Julio Milostich como locutor Radio Minería.
- Elsa Poblete como modista.
- Álvaro Espinoza como oficial de paso fronterizo.
- Cristián Chaparro como fotógrafo de Paseo Bulnes.
- Paola Lattus como mujer cumpleaños Neruda.
- Felipe Ríos como La Flaca.
- Luis Dubó como camarada comunista.
- Ariel Mateluna
- Pablo Schwarz
- Mario Soto
- Daniel Antivilo
- Hernán Lacalle
- Luis Vitalino Grandón
- Víctor Hugo Ogaz

## Home Video
La película se estrenó en julio del 2017 en DVD y Blu-ray por ZIMA Entertainment. Incluye audio español 5.1, subtítulos en español y Galería de fotos como extra. El blu-ray fue distribuido por SBP Worldwide.

## Premios y nominaciones
El filme ha recibido las siguientes nominaciones y galardones:
| Premio                                | Categoría                                | Nominado                                                      | Resultado | Ref(s) |
| ------------------------------------- | ---------------------------------------- | ------------------------------------------------------------- | --------- | ------ |
| Premio Iberoamericano de Cine Fénix   | Mejor película                           | Pablo Larraín                                                 | Ganadora  | [ 6 ]  |
| Premio Iberoamericano de Cine Fénix   | Mejor dirección                          | Pablo Larraín                                                 | Nominado  | [ 6 ]  |
| Premio Iberoamericano de Cine Fénix   | Mejor interpretación masculina           | Luis Gnecco                                                   | Nominado  | [ 6 ]  |
| Premio Iberoamericano de Cine Fénix   | Mejor interpretación masculina           | Gael García Bernal                                            | Nominado  | [ 6 ]  |
| Premio Iberoamericano de Cine Fénix   | Mejor fotografía                         | Sergio Armstrong                                              | Nominado  | [ 6 ]  |
| Premio Iberoamericano de Cine Fénix   | Mejor montaje                            | Herve Schneid                                                 | Ganador   | [ 6 ]  |
| Premio Iberoamericano de Cine Fénix   | Mejor diseño de producción               | Estefanía Larraín                                             | Ganadora  | [ 6 ]  |
| Premio Iberoamericano de Cine Fénix   | Mejor diseño de vestuario                | Muriel Parra                                                  | Ganadora  | [ 6 ]  |
| Premio Iberoamericano de Cine Fénix   | Mejor Sonido                             | Miguel Hormázabal, Rubén Piputto, Roberto Zúñiga e Ivo Moraga | Nominado  | [ 6 ]  |
| Premios de la Crítica Cinematográfica | Mejor película de habla no inglesa       | Neruda                                                        | Nominado  |        |
| Premios Globo de Oro                  | Mejor película en lengua no inglesa      | Neruda                                                        | Nominado  |        |
| Premios Caleuche                      | Mejor actor protagónico                  | Luis Gnecco                                                   | Ganador   |        |
| Premios Caleuche                      | Mejor actor de soporte                   | Roberto Farías                                                | Ganador   |        |
| Premios Platino                       | Mejor película iberoamericana de ficción | Neruda                                                        | Nominado  | [ 7 ]  |
| Premios Platino                       | Mejor dirección                          | Pablo Larraín                                                 | Nominado  | [ 7 ]  |
| Premios Platino                       | Mejor interpretación masculina           | Luis Gnecco                                                   | Nominado  | [ 7 ]  |
| Premios Platino                       | Mejor Guion                              | Guillermo Calderón                                            | Ganador   | [ 7 ]  |
| Premios Platino                       | Mejor música original                    | Federico Jusid                                                | Nominado  | [ 7 ]  |

## Miscelánea
La actriz Ximena Rivas participa en la cinta con un personaje menor, como Nana Gutiérrez, sin embargo, anteriormente tuvo la oportunidad de interpretar a dos destacadas autoras chilenas en largometrajes, a Gabriela Mistral en La Gabriela (2009) y a Marta Brunet en Bombal (2012).